# Люкс, Херман
Херман Дарио Люкс (исп. Germán Darío Lux; 7 июня 1982, Каркаранья, провинция Санта-Фе) — аргентинский футболист, игравший на позиции вратаря. Выступал в сборной Аргентины.

## Биография

### Клубная карьера
Профессиональную карьеру Херман Люкс начал в клубе «Ривер Плейт», в молодёжной команде которого он начал выступать в 16 лет. 10 февраля 2002 года он дебютировал в основной команде «Ривер Плейта» в победном матче над «Тальересом» (3:1). Спустя некоторое время стал первым номером клуба.
В 2006 году Люкса вытеснил из основного состава Хуан Пабло Каррисо, а в дополнение к спортивным неудачам в том году, у Люкса случилась и личная трагедия, его младший брат Себастьян покончил жизнь самоубийством.
В 2007 году Херман Люкс был куплен «Мальоркой» в качестве дублёра основного вратаря клуба Мигеля Анхеля Мойи, но в результате травм Мойи, Люкс в последующие два сезона провёл достаточное количество игр. В январе 2009 года «Мальорка» приобрела у «Депортиво» вратаря сборной Израиля Дуду Авата, и с этого момента Люкс окончательно лишился места в основном составе. В 2012—2017 годах Люкс выступал за «Депортиво» из Ла-Коруньи.
26 июня 2017 года вратарь вернулся в «Ривер Плейт». Люкс изначально возвращался в команду на роль запасного вратаря. Свою последнюю игру за «Ривер» он провёл 5 марта 2020 года в Кубке Либертадорес — его команда уступила в гостях 0:3 ЛДУ Кито, но сам Люкс пропустил только один мяч, поскольку вышел на замену на 73 минуте удалённому Энрике Болонье.

### Карьера в сборной
В составе молодёжной сборной Люкс выиграл ЧМ-2001, был основным вратарём на победном для Аргентины футбольном Олимпийском турнире 2004. В составе первой сборной Аргентины Люкс провёл 12 матчей, предполагалось что он попадёт в заявку на ЧМ-2006, но в итоге тренер Аргентины Хосе Пекерман предпочёл ему Оскара Устари.

### Личная жизнь
Херман Люкс происходит из семьи мигрантов из Швейцарии. Его старший брат Хавьер Люкс (исп. Javier Lux) (род. 1977) также был профессиональным футболистом, становился чемпионом Аргентины в составе «Расинга» (Апертура 2001).
Из-за занятий футболом Люкс не смог в молодости закончить школу. Аттестат о среднем образовании он получил в мае 2019 года, в возрасте 36 лет.

## Титулы и достижения
- Чемпион Аргентины (4): 2002 (Клаусура), 2003 (К), 2004 (К), 2021 (не играл)
- Обладатель Кубка Аргентины (2): 2016/17, 2018/19
- Обладатель Суперкубка Аргентины (2): 2018, 2019 (не играл)
- Чемпион Второго дивизиона Испании (1): 2011/12
- Обладатель Кубка Либертадорес (1): 2018 (не играл)
- Финалист Кубка Либертадорес (1): 2019
- Обладатель Рекопы (1): 2019 (не играл)
- Чемпион мира среди молодёжи (1): 2001
- Финалист Кубка конфедераций (1): 2005
- Олимпийский чемпион (1): 2004